# Mimas bipunctata
Mimas bipunctata är en fjärilsart som beskrevs av Clark 1891. Mimas bipunctata ingår i släktet Mimas och familjen svärmare. Inga underarter finns listade i Catalogue of Life.